# Palau Suțu
El Palau Suțu és un edifici de Bucarest, situat a la zona de la Universitat, al sector 3.
Per ordre del company de llit Costache Gr.Suțu, el palau es va construir entre 1833-1835, en estil neogòtic, segons els plans dels arquitectes vienesos Conrad Schwink i Johann Veit.
Més tard, cap al 1862, l'aspecte interior de l'edifici es va modificar molt, després de les operacions de modernització realitzades per l'escultor Karl Storck, mitjançant l'addició d'elements arquitectònics que incloïen una escala monumental dividida en dos braços, reflectida en la immensitat d'un mirall portat pels murans.
L'edifici l'han declarat monument històric (cod LMI B-II-mA-18221) i actualment acull el Museu de Bucarest.

## Galeria d'imatges

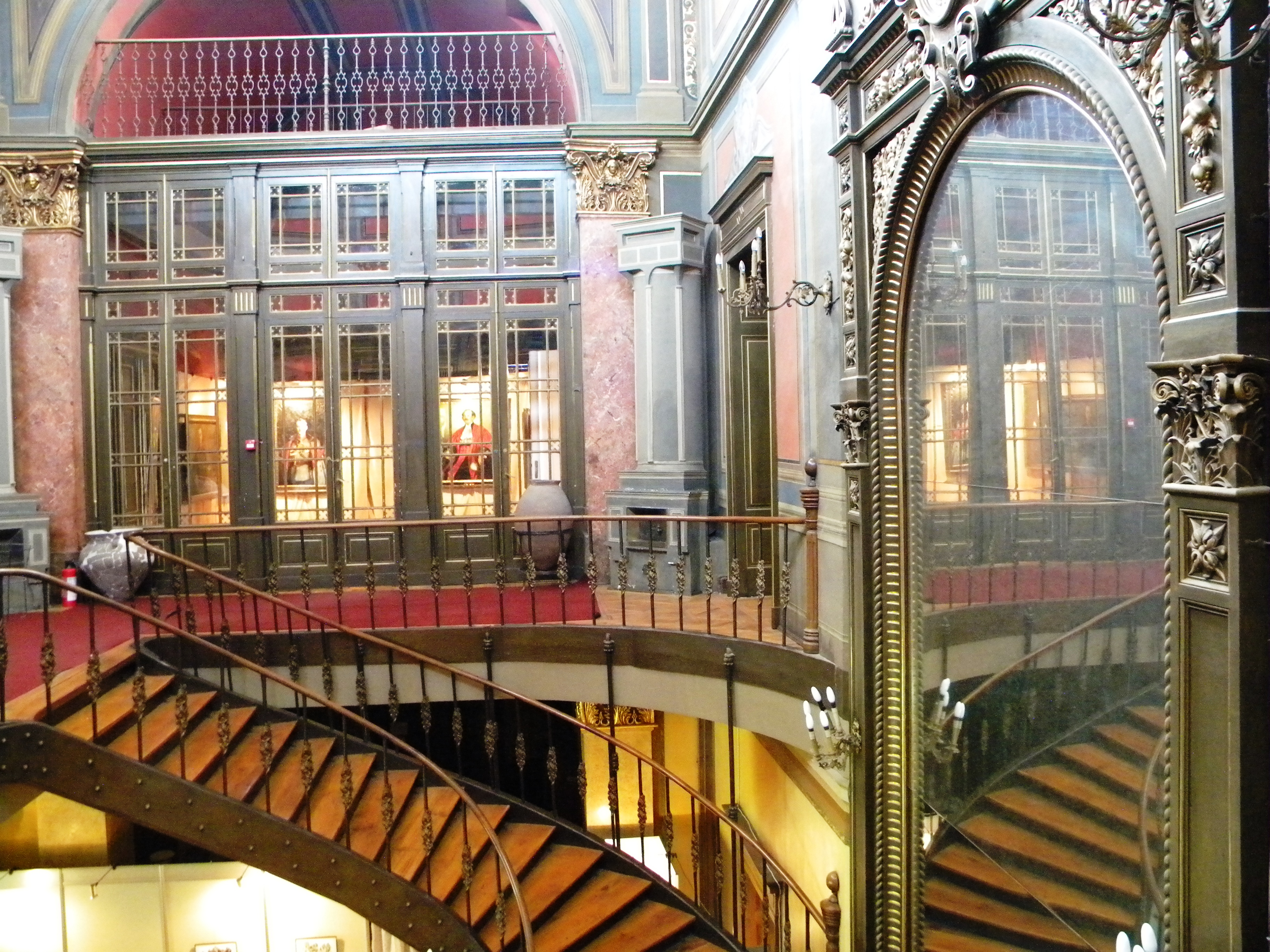
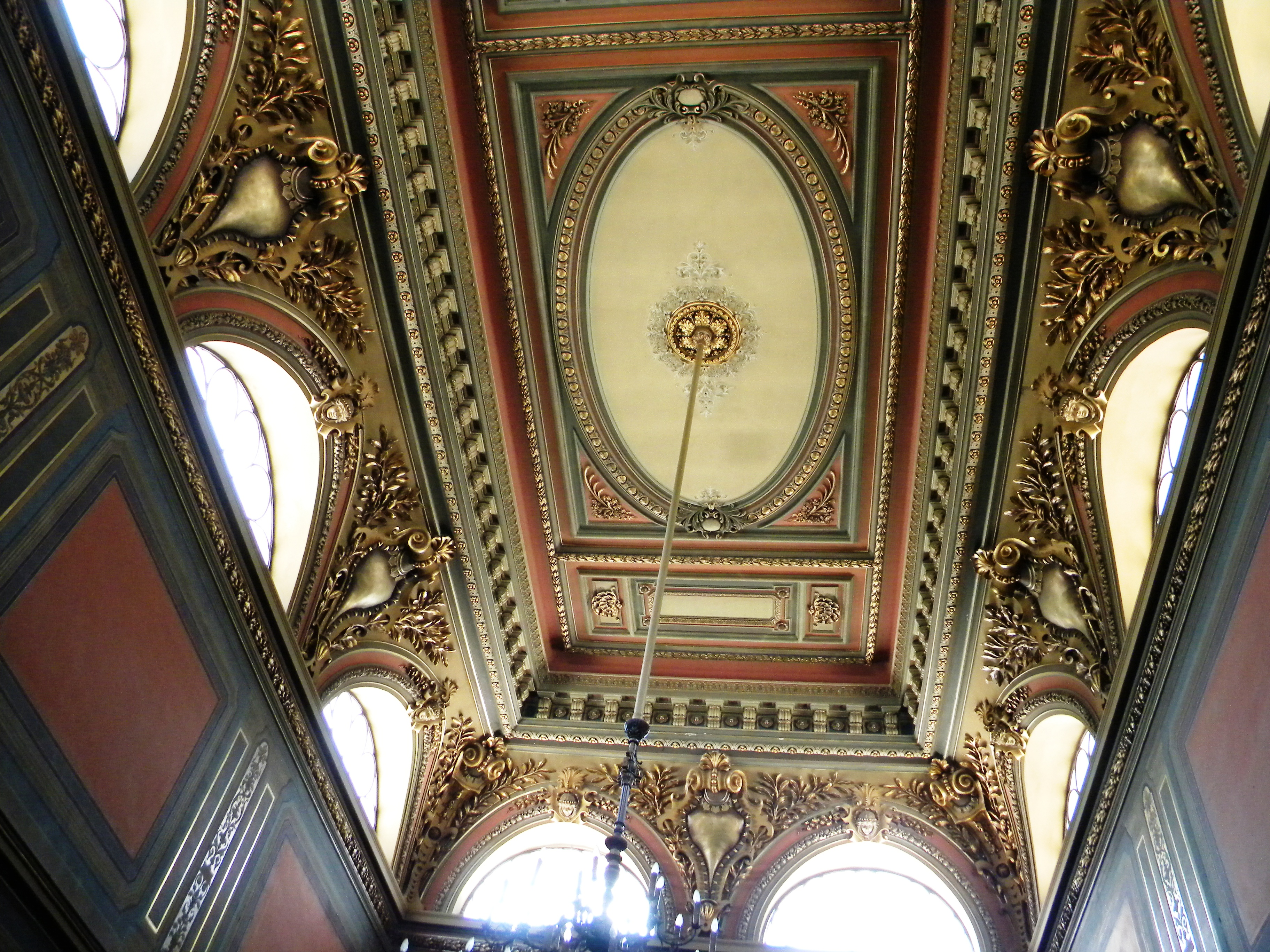
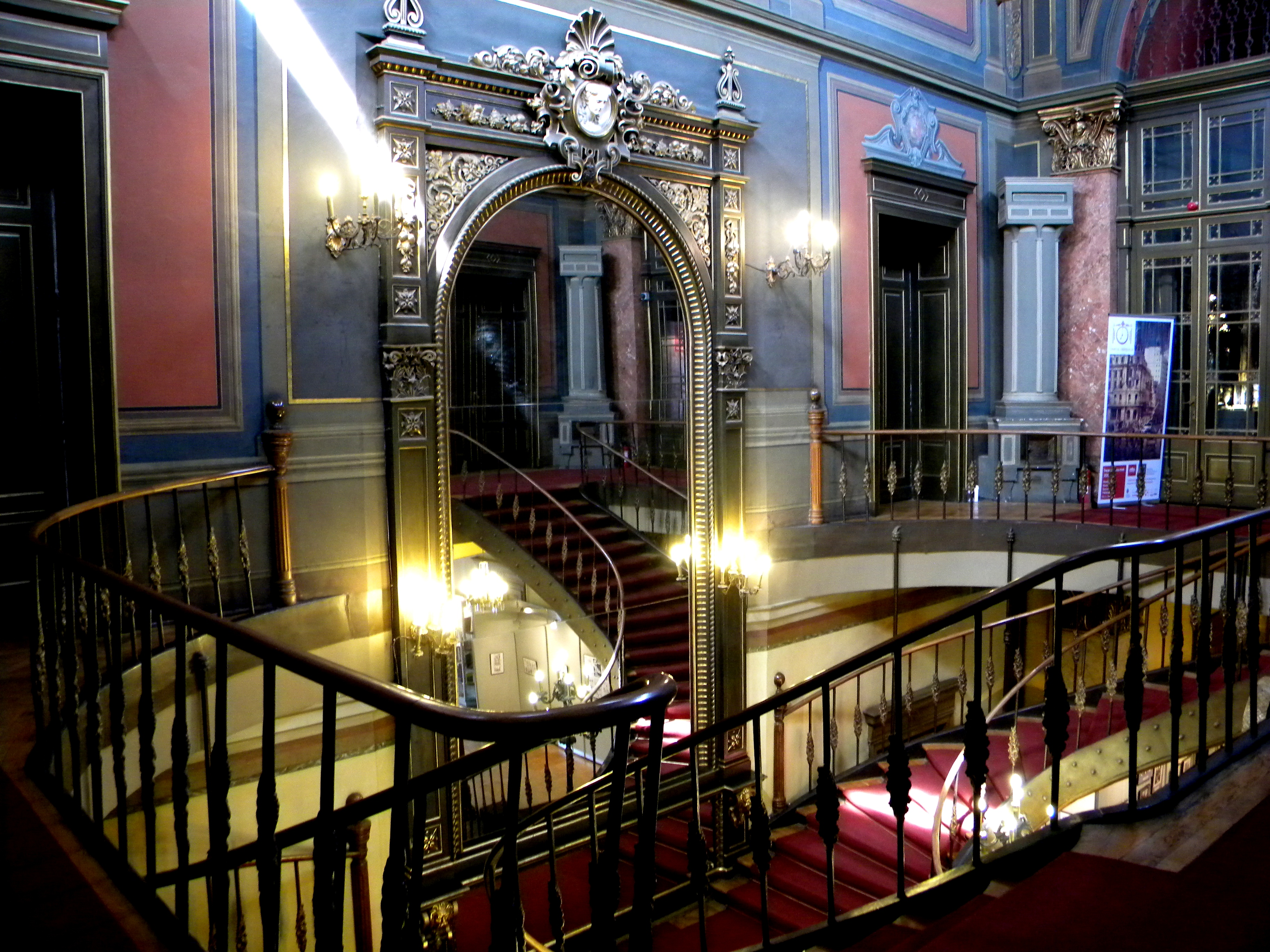
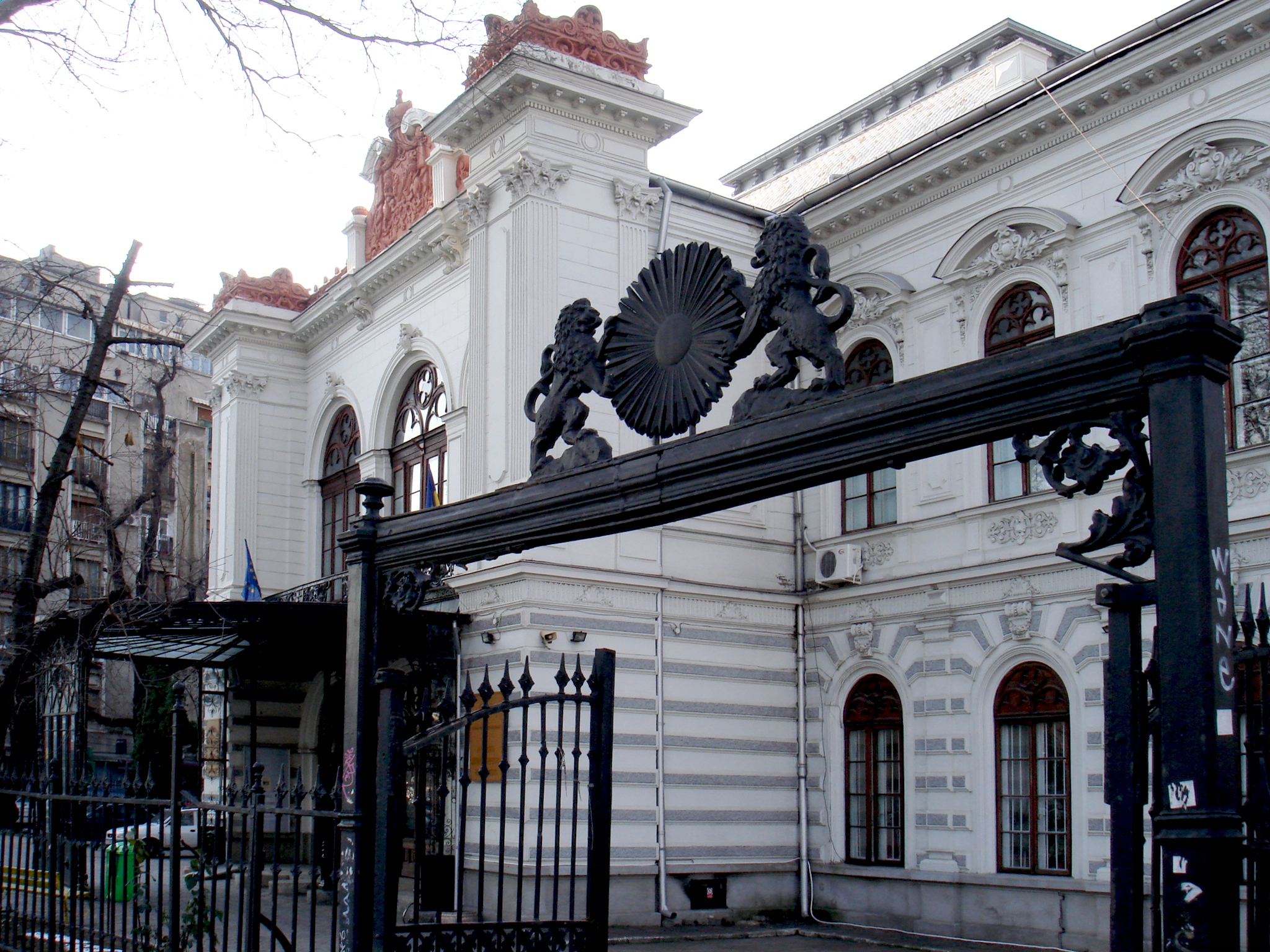
Una de les "Dues portes monumentals adornades amb dos lleons daurats que sostenien als peus un sol daurat i ell, gran com una roda de carro", segons explica Radu D. Rosetti
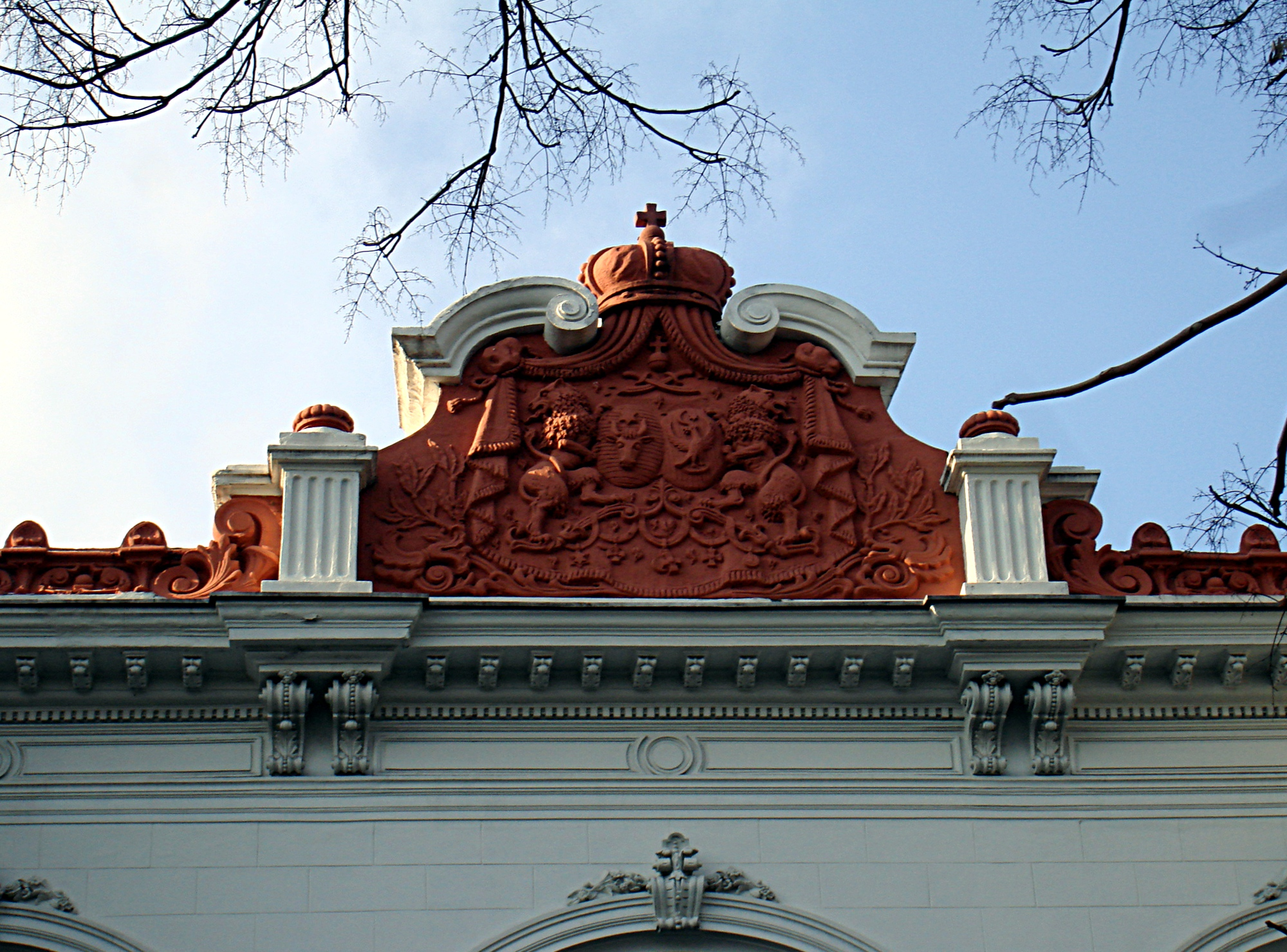
L'escut del frontó inclou els dos elements distintius oficials, l'àguila de Muntènia i el bisó de Moldàvia. El príncep Alexandru Ioan Cuza va ordenar el seu desmantellament. Després de l'abdicació de Cuza, per insistència dels successors de Costache Gr. Suţu i amb el permís del rei Carol I, l'escut es va tornar a col·locar al seu lloc.